# Ordensburg Oberpahlen
Die Ordensburg Oberpahlen (estnisch Põltsamaa ordulinnus), auch als Schloss Oberpahlen bezeichnet, ist die Ruine einer Ordensburg in Põltsamaa (deutschbaltisch: Oberpahlen) im Kreis Jõgeva (deutschbaltisch: Kreis Laisholm), Estland.

## Geschichte

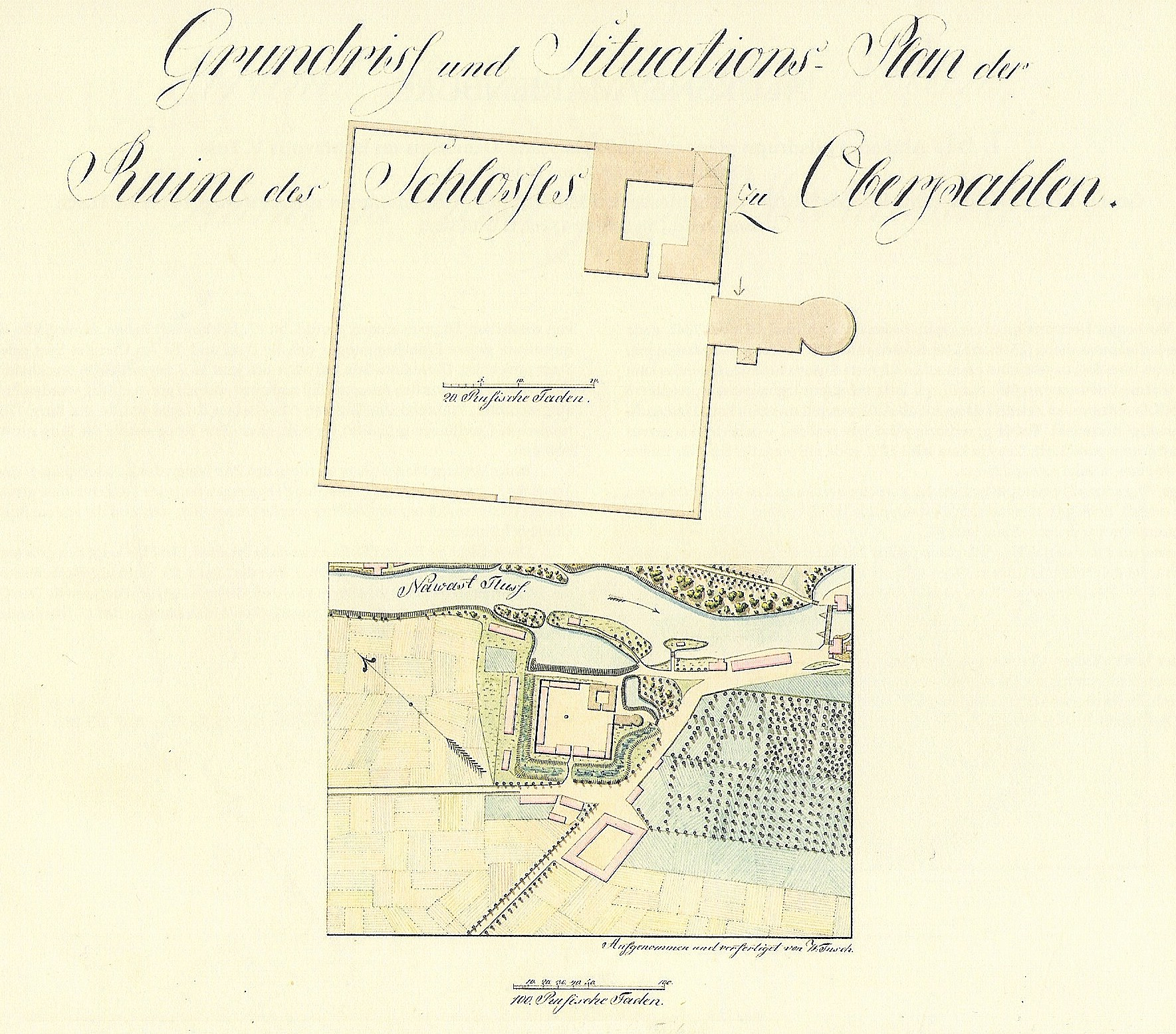
Plan des Schlosses aus dem 17. Jahrhundert
Autor: Wilhelm Tusch

Im Jahr 1217 fand am Bach Pala (Põltsamaa jõgi) eine Schlacht statt. Ein Castrum ad Palam, das 1223 in Heinrichs Livländischer Chronik genannt wird, war nur eine Wallburg. Eine Ordensburg wurde 1272 durch den Livländischen Orden errichtet und unterstand als Vogteiburg der Komturei Fellin. Der Ausbau von Oberpahlen erfolgte wohl erst ab der zweiten Hälfte des 14. Jahrhunderts nach dem Vorbild der Burg Fellin. Zuerst war die Burg vermutlich ein durch Wassergräben geschützter kastellartiger Bau, später durch eine Vorburg zusätzlich gesichert.
Ende des 13. Jahrhunderts wurden die Mauer erhöht und der Wehrgang auf eine Säulenkonstruktion gesetzt, statt wie bisher auf freitragende Balken im Mauerwerk, was noch heute durch die unterschiedlichen Steinlagen gut erkennbar ist. Im 14. Jahrhundert erhielt die Mauer zusätzlich eine mit Schießscharten versehene Erhöhung. Anfang des 16. Jahrhunderts wurde die Verteidigungsfähigkeit der Burg durch Bau einer Bastion und eines Kanonenturms vor dem Südtor verstärkt.
Während des Ersten Nordischen Krieges wurde Oberpahlen 1570 Residenz von Herzog Magnus, der vom russischen Zaren Iwan IV. zum König von Livland ernannt worden war. Das alte Konventshaus wurde umgebaut, um standesgemäße Wohnräume und Räumlichkeiten für offizielle Empfänge zu bieten. Die Burg wurde jedoch im Februar 1578 von den Schweden und am 25. Juni von Truppen des Zaren erobert.
Im Jahre 1623 übergab König Gustav II. Adolf von Schweden den Besitz an Oberpahlen Feldmarschall von Wrangel, der die Burg zum repräsentativen Schloss umbauen ließ, wobei das dritte Stockwerk fertiggestellt und ein viertes aufgesetzt wurde.
Das Schloss wurde während des Großen Nordischen Krieges 1703 und 1707 geplündert. Im Jahr 1750 kam Woldemar Johann von Lauw in den Besitz des Schlosses. Das Schloss wurde im Rokoko-Stil umgebaut. Später war im Schloss eine Porzellanfabrik untergebracht.
Im Jahre 1823 wurde von Friedrich Georg Wilhelm Struve als Teil des Struve-Bogens ein geodätischer Messpunkt auf dem Turm eingerichtet. Als Teil dieser von Hammerfest (Norwegen) bis an das Schwarze Meer reichenden Kette geodätischer Messpunkte diente Oberpahlen damit der Vermessung der Erdabplattung. Insgesamt 34 der Messpunkte, nicht jedoch derjenige in Oberpahlen, sind Teil des Weltkulturerbes.
Am 14. Juni 1941 brannte das Schloss durch Kriegseinwirkung ab.

## Nachweise
1. 1 2  Karl Woldemar von Löwis of Menar: Burgenlexikon für Alt-Livland. Walters und Rapa, Riga 1922, S. 45 (Digitalisat). Digitalisat (Memento des Originals vom 3. März 2016 im Internet Archive)  Info: Der Archivlink wurde automatisch eingesetzt und noch nicht geprüft. Bitte prüfe Original- und Archivlink gemäß Anleitung und entferne dann diesen Hinweis.
2. ↑  
Armin Tuulse: Die Burgen in Estland und Lettland (= Verhandlungen der Estnischen gelehrten Gesellschaft. Band 33). Õpetatud Eesti Seltsi Toimetused, S. 148–151.
3. 1 2  
Ordensburg Oberpahlen (Põltsamaa ordulinnus). Abgerufen am 19. Juli 2019.